# コロラド州の歴史
コロラド州の歴史（コロラドしゅうのれきし、英:History of Colorado）では、主にアメリカ合衆国コロラド州となった地域に、ヨーロッパ人が到着してからの人類の歴史と社会活動を概説する。人類の歴史としては13,000年以上も遡ることになる。ラリマー郡のリンデンメイアー遺跡はフォルサム文化の古代遺跡であり、およそ紀元前11200年から同3000年の間と同定される人工遺物が出てきている。

## 歴史上の先住民族
- 古代プエブロ人：紀元前1200年から政歴1150年頃にコロラド高原の渓谷や台地に住んだ多様な民族集団。後に南東のニューメキシコ州北部リオ・グランデ渓谷に移住した。
- アパッチ族：18世紀にグレートプレーンズに居住し続いて南方のテキサス州、ニューメキシコ州およびアリゾナ州に移り住んだアサバスカン語を話す種族。グレートプレーンズに空いた所には、東部からアラパホ族やシャイアン族が入った。
- アラパホ族：19世紀遅くにロッキー山脈の麓に東部から移住してきて、コロラド台地とコロラド東部平原に定着したアルゴンキン語を話す種族。コロラド戦争の後の1865年にコロラドから完全に追い出された。
- シャイアン族：アラパホ族との関係が密接なアルゴンキン語を話す種族。アラパホ族と同様、18世紀にロッキー山脈の麓に東部から移住してきた。しばしばアラパホ族の中に混じって生活した。やはり1860年代にコロラドから完全に追い出された。
- コマンチェ族：コロラド南東部のハイ・プレーンズに住んだナミック語を話す種族。ショショーニ族との関係が密接であり、スペイン人から馬を獲得し、グレートプレーンズ南部を徘徊した。コマンチェ族はインディアン準州に移住させられた。
- ショショーニ族：19世紀遅くまでコロラド州の北境界近く、特にヤンパ川渓谷など山間の渓谷に住んだナミック語を話す種族。ノースパークやブラウンズパークが含まれた。
- ユト族：何世紀もロッキー山脈南部と西部に住んだナミック語を話す種族。アラパホ族やシャイアン族としばしば衝突し、これら種族が山脈に入ってくることに抵抗した。1880年代まで、大陸分水界から西のコロラドほとんど全体を支配し、1879年の銀採掘ブームの後にその状況が弱まった。1880年代にユト戦争で白人開拓者と衝突した後、コロラド州南西部の小さな居留地2箇所を除き、ほとんど全てがユタ州に移住させられた。

## ヨーロッパ人による征服
この地域を訪れた最初のヨーロッパ人はスペイン人のコンキスタドールだった。1598年7月11日に、フアン・デ・オニャーテがリオ・グランデのプエブロ族の中に、後にスペイン植民地サンタフェ・デ・ヌエボ・メヒコとなる所を設立した。スペイン人は後にコロラド州となる場所のような北方まで入植しなかったが、この地域にすむ先住民族としばしば交易した。
アメリカ合衆国は1803年のルイジアナ買収でフランスからロッキー山脈の東側地域の領有権を獲得した。合衆国の領有権主張はスペインがサンタフェ・デ・ヌエボ・メヒコ植民地周辺の広大な地域が主権を有する交易地帯だという主張と対立した。1806年にゼブロン・パイクが合衆国の偵察遠征隊を率いて論争のある地域に入った。パイクとその隊員は翌年2月にサンルイ渓谷でスペインの騎兵隊に逮捕され、チフアフアまで連れて行かれて、7月にはメキシコから追放された。
1810年9月16日、ミゲル・イダルゴ・イ・コスティーラがメキシコのスペインからの独立を宣言した。メキシコ独立戦争が長引くと、合衆国は1819年のアダムズ＝オニス条約でアーカンザス川から南と西の領域に対する領有権をスペインに譲って、同時にスペインからフロリダを購入した。1821年8月24日に調印されたコルドバ条約でメキシコは遂にスペインからの独立を勝ち取った。メキシコはスペインの領有権主張を引き継いだ。メキシコ人交易業者は北にも向かったが、メキシコ人開拓者は合衆国が1850年にユト族と休戦条約に調印するまで北緯37度線より南に留まっていた。
1832年から1856年の間、フランス人やアメリカ人を含み多くの交易業者、罠猟師および開拓者がアーカンザス川沿いやフロント山脈近くのサウスプラット川沿いに交易基地や小さな開拓地を設立した。著名な交易基地としては、アーカンザス川のベント砦やプエブロ砦、サウスプラット川のセントブレイン砦があった。先住民族から提供される主要交易品はバッファローの毛皮だった。
アメリカ合衆国は1847年にメキシコを侵略し（米墨戦争）、1848年のグアダルーペ・イダルゴ条約でメキシコの北部領土を放棄させた。このことで南ロッキー山脈の全てがアメリカ人開拓者に開放された。合衆国はその地域を1850年に創設したニューメキシコ準州とユタ準州に分割し、さらに1854年に組織化したカンザス準州とネブラスカ準州に分けた。アメリカ人開拓者は岩だらけのロッキー山脈を避け、さらに西のオレゴン州、カリフォルニア州あるいはデザレットに向かった者達は多くノースプラット川やスウィートウォーター川を辿り、現在はワイオミング州のサウス・パスに達した。
1851年4月9日、ニューメキシコ州、当時はニューメキシコ準州タオスからのヒスパニック開拓者がサンルイに開拓村を造ったが、これがコロラドでは最初のヨーロッパ人による恒久的開拓地となった。

## パイクスピーク・ゴールドラッシュ
1849年と1850年、カリフォルニア・ゴールドラッシュに向かっていた金探求者数隊が当時はカンザス準州西部、現在はコロラド州北東部のロッキー山脈麓にある幾つかの水流で少量の砂金を発見した。当初金塊は金探求者の注意を引かなかったが、ロッキー山脈の金の噂が持続し、幾つかの小さな集団が地域を探検した。1857年夏、ニューメキシコ準州からのスペイン語を話す金探求者の1隊がチェリー・クリークより約5マイル (8 km)上流（現在はデンバー市近郷のオーバーランド・パーク）のサウスプラット川沿いで砂金を探した。
翌年、ジョージア州からウィリアム・グリーンベリー・"グリーン"・ラッセルがチェロキー族金探求者の1隊を率いサウスプラット川沿いで金を探した。1858年7月の第1週、グリーン・ラッセルはリトルドライ川河口近く（現在はイングルウッド）で小さな漂砂鉱床を見付け、これが約20トロイ・オンス (622 g)の金となって、ロッキー山脈地域では初めての重要な金の発見となった。
金発見の報せは瞬く間に広がりパイクスピーク・ゴールドラッシュを引き起こした。続く3年間に10万人以上と見られる金探求者が地域に群がり集まった。地域内の川や水流の漂砂鉱床は急速に無くなったが、坑夫達は間もなく近くの山地で遙かに貴重な金、銀、その他鉱物の鉱脈を発見した。

## ジェファーソン準州
1859年10月24日に、ジェファーソン準州の暫定政府が設立されたが、連邦政府の認可は下りなかった。暫定政府は1861年にコロラド準州が組織化されるまで公式の位置付けではなかったものの、地域を自由に管理した。

## コロラド準州

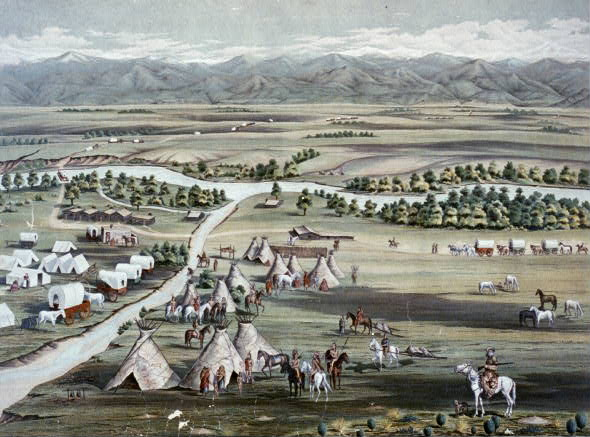
1859年のデンバー

コロラド準州は1861年から1876年まで存在したアメリカ合衆国の自治的領域である。その領域は現在のコロラド州と一致する。準州は1876年8月1日に合衆国のコロラド州として認められたときに消滅した。準州は地域内に初めて大きな白人開拓者の集中をみた1859年のパイクスピーク・ゴールドラッシュの後で創られた。準州を創る基本法は、南部州が合衆国から脱退し南北戦争に突き進んでいた1861年2月28日にアメリカ合衆国議会で成立し、ジェームズ・ブキャナン大統領が署名した。準州の創設で合衆国（北部）が鉱物資源の豊富なロッキー山脈の支配を確固たるものにした。州昇格も直ぐのことと見なされたが、準州の州昇格の望みは1865年の末にアンドリュー・ジョンソン大統領の拒否権で妨げられた。ユリシーズ・グラント大統領の任期中も州昇格の問題が再燃し、グラントはレコンストラクションの間、渋る連邦議会に対して州昇格を訴え続けた。

## コロラド戦争
コロラド戦争（1863年-1865年）は、アメリカ合衆国と、カイオワ族、コマンチェ族、アラパホ族およびシャイアン族の緩い同盟（アラパホ族とシャイアン族は密接な同盟だった）との間の武装闘争である。この戦争はコロラド準州の東部平原を中心とし、結果としてこれら4種族はコロラドから現在のオクラホマ州に強制移住させられることになった。この戦争には1864年11月のサンドクリークの虐殺という悪名高い出来事が含まれていた。この戦い（虐殺）は当初アメリカの新聞で大勝利と称えられたが、後に大量虐殺の野蛮行為だと分かった。アメリカ陸軍の指揮官ジョン・チヴィントンの違法行為に関する連邦議会公聴会が開かれたが、南北戦争の終結で白人のインディアン戦争に関する見方の中では重大な転換点となった。1868年、ジョージ・アームストロング・カスターに率いられたアメリカ陸軍がウォシタ川の戦いでアラパホ族やシャイアン族との抗争を再開した。

## コロラド州の成立
1875年3月3日、連邦議会は権限付与法を成立させ、コロラド準州が州になるための要求事項を規定した。1876年8月1日（アメリカ合衆国100年祭から28日後）、ユリシーズ・グラント大統領はコロラド州を合衆国38番目の州として認める声明に署名し、このためにコロラド州は100年州という渾名が付いた。新州の領域はコロラド準州で定められた領域と同一だった。1893年には女性が参政権を獲得した。コロラド州は「住民投票を通じて」女性参政権を認めたことでは合衆国最初の州になった（ワイオミング州は準州議会の採決で1869年に女性参政権を承認した）。デイビス・H・ウェイト知事がコロラド州で女性参政権を認める憲法改定の運動を行った。ウェイト知事は鉱山所有者が立ち上げた軍隊から坑夫達を保護するための州兵を招集したことでは、数少ない選挙で選ばれた知事の一人としても著名である。ウェイトは人民党の所属だった。

## コロラド州の鉱業
1858年から1861年のパイクスピーク・ゴールドラッシュ参加者はフィフティナイナーズと呼ばれ、新しく到着した者の多くがデンバー地区に定着した。収益を上げられる量の金がセントラルシティでも発見され、1860年までにセントラルシティの人口は6万人となった。1879年、レッドビルで銀が発見され、コロラド・シルバーブームとなった。
初期の鉱山開発は共同事業が多かった。しかし、採掘しやすい表出鉱脈が枯渇すると、坑夫達は坑道掘りに変わっていった。そのような事業の運営には大きな資本を必要とし、採鉱権という経済概念が発生して、鉱山所有者と、鉱山における労働力を得るようになった坑夫達との間に周期的な紛争が発生した。
鉱山が深く掘り進まれるにつれて、危険度が増し、労働は辛いものとなって紛争の条件を生んだ。1880年、共和党のフレデリック・ピトキン知事はレッドビルの鉱山ストライキを抑圧するために戒厳令を宣言した。1890年代、多くのコロラドの坑夫達が自分達を守るために組合を結成し始めた。鉱山を運営する側はこれに反応して鉱山所有者の協会を作って、紛争のお膳立てをした。鉱山労働者と鉱山運営者の間の著名な労働争議として、1894年のクリップル・クリーク・ストライキと1903年から1905年のコロラド労働者戦争がある。
最初の開拓者達が到着して間もなく石炭の採掘も始まった。石炭の発見は貴金属ほどブームの循環を起こさなかったものの、初期の石炭産業も坑夫と鉱山所有者との間に激しい対立の条件を生んだ。よくある問題は賃金、労働時間および労働条件だったが、坑夫達は公平さの問題や会社が彼等の個人生活を支配していることも心配していた。コロラド州における初期採炭業は極度に危険であり、合衆国でも高い死亡率が出ていた。石炭坑夫は鉱山の支柱造りのような安全ための労働にも代価を払わなければならないことに不満であり、また会社の店舗でのも通用する代用貨幣で給与が支払われる事もあり、その商品価格は会社が決めているものだった。
1913年のストライキは1914年のルドロー虐殺に繋がった。1927年にあったもう一つの石炭ストライキはコロラドでは初めてのコロンバン虐殺としてよく知られている。1933年、連邦法で初めてコロラドの石炭坑夫が報復の怖れ無しに組合に参加することが可能になった。
あらゆる資源抽出産業と同様に、鉱業は好不況のある産業であり、長い間に多くの小さな町が建設され、資源が取り尽くされたり、市場が崩壊したりあるいは他の資源が有用になったときにそれらの町は放棄された。デンバーの北やボルダーの東にはかって100以上の石炭鉱山があった。天然ガスのラインが引かれたときにこれら鉱山は閉鎖し始めた。石炭や貴金属は現在もコロラド州内で採鉱されているが、ここ数十年間で鉱業は劇的に変化した。
2007年のモリブデン採鉱の復活という報道は相反する反応を生むことになった。レッドビルはクライマックスでの採鉱開始を歓迎し、マウント・エモンズで提案された操業についてクレステッド・バットでは強い反対があった。シルバー・クリーク貯蔵所モリブデン鉱山の場所であるリコの世論はさらに分かれた。そこでは開発を計画している土地が鉱山会社に買い上げられている。

## 20世紀
コロラドの19世紀は法と秩序のうえで難しい状況で終わった。最も悪名高いのがクリードであり、そこではロバート・フォード（ジェシー・ジェイムズの暗殺者）のようなガンマンやソーピー・スミスのようなペテン師が君臨した。当時のデンバー・ポストは大部分強請り商売であり、金を払わないものには中傷記事を書くと言って脅した。デンバー・ポストはその強請り商売の一部としてウォレン・ハーディング大統領内閣のティーポット・ドーム事件を暴露したが、これが後に偶然真実だと分かった。
進歩主義時代の1915年から1917年、コロラドは労働災害補償法を可決し、同時に州内での禁酒法も制定した。
1920年代、クー・クラックス・クランがコロラドの重要な政治勢力となった。民主党知事ウィリアム・スウィートはクランの強い反対者であり、1925年にクラン会員である共和党のクラレンス・モーリーのために知事職を失った。
1940年代、共和党知事ラルフ・カーは人種差別に反対し、第二次世界大戦の間連邦政府による日系アメリカ人の抑留に反対する事を声高に主張した。1942年にカーが再選の時を迎えると、州共和党はカーの代わりにジョン・ビビアンを知事候補に指名することにしたが、これは抑留と人種差別に反対するカーを巡る議論によるところが大きかった。
1964年、コロラド州議会は、当時議員で後に知事になったリチャード・ラムによって書かれた人工中絶自由化法を合衆国で初めて採択した。1960年代遅く、デンバーでは人種暴動の形で暴力事件が起こり、大学の建物が急進派によって焼かれた。
1972年、コロラドは冬季オリンピックの開催地に選ばれていたにも拘わらず、これを返上した唯一の場所となった。コロラド州の選挙民が大会を開催することに関する費用を集めるための債券問題を否決した後で、国際オリンピック委員会は1976年の冬季オリンピック開催地をオーストリアのインスブルックに変更した。
1976年、ジョージ・ブラウンがレコンストラクション時代以来合衆国で2人目となる黒人副知事になった（1974年のカリフォルニア州でメルビン・ダイナリーが1人目）。1984年、ディック・ラム知事は安楽死法を支持するとして議論を呼んだ。

## 21世紀
1999年にコロンバイン高校銃乱射事件（犯人も含めて15人が死亡）、2012年にオーロラ銃乱射事件（12人死亡）など銃を使用した大量殺人事件も発生した。